# Marché de Coustellet
Le marché de Coustellet est un marché hebdomadaire qui se tient tous les dimanches depuis 1981. C'est l'un des plus récents et des plus renommés marchés de Provence.

## Origine
Aux portes de Cavaillon, entre L’Isle-sur-la-Sorgue et Apt, dominé par le Massif du Luberon, Coustellet est un hameau qui dépend des communes de  Cabrières-d'Avignon, Lagnes, Maubec, Oppède et Robion. Il se tient, sous sa forme actuelle de marché paysan, depuis 1981, et rassemble environ 80 producteurs le dimanche matin . 
Cependant, les origines du marché sont plus anciennes, comme en témoignent les archives du syndicat intercommunal du marché de Coustellet (1932-1960), dont le fonds est conservé en mairie de Cabrières-d'Avignon.

## Déroulement
Le marché paysan se tient tous les dimanches matin du 23 mars au 23 décembre. Deux fois par an, il se diversifie, à la mi-juillet, avec la fête des paniers et le 23 décembre avec un marché de Noël. 

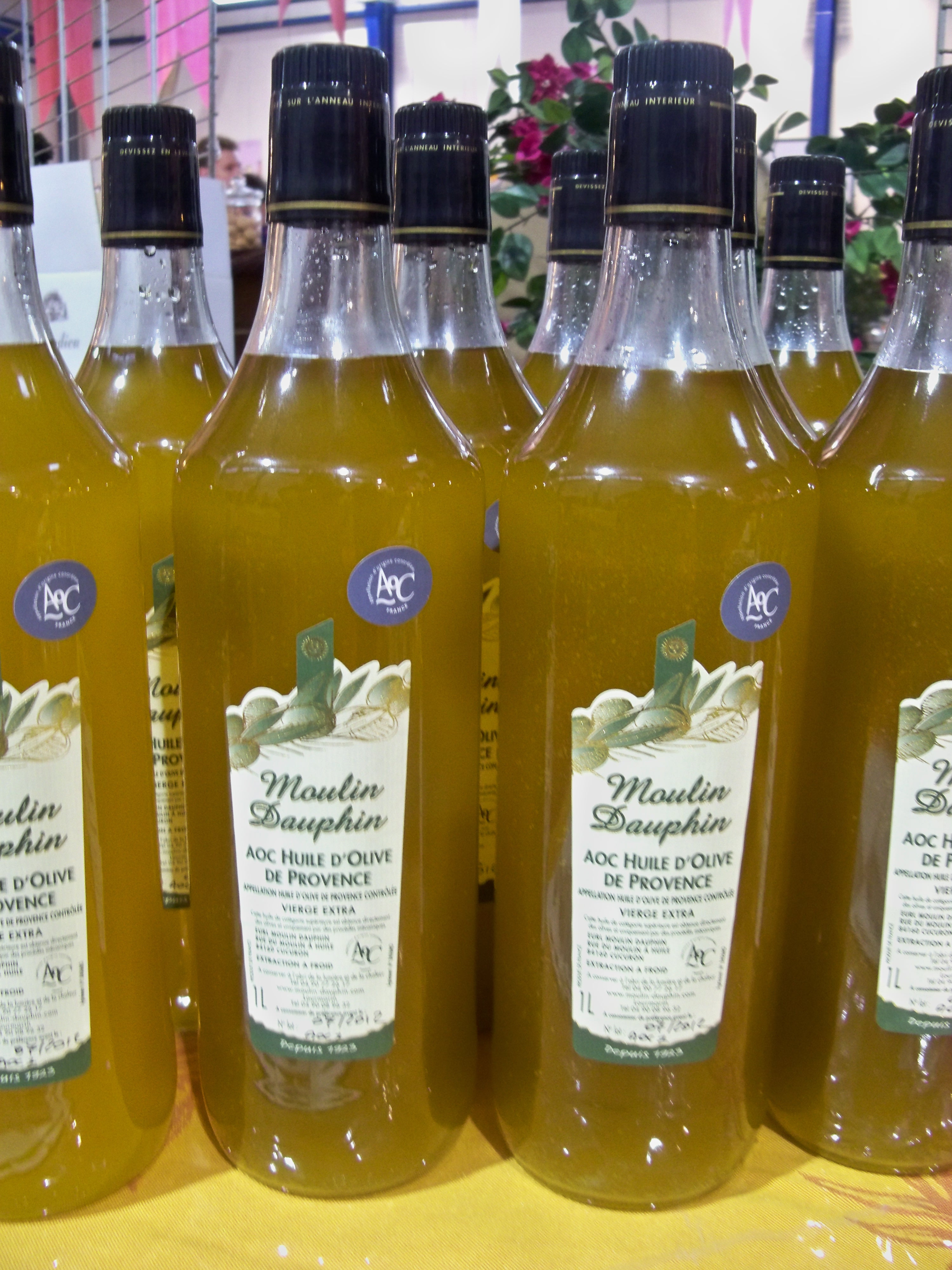
Huile d'olive de Provence AOC
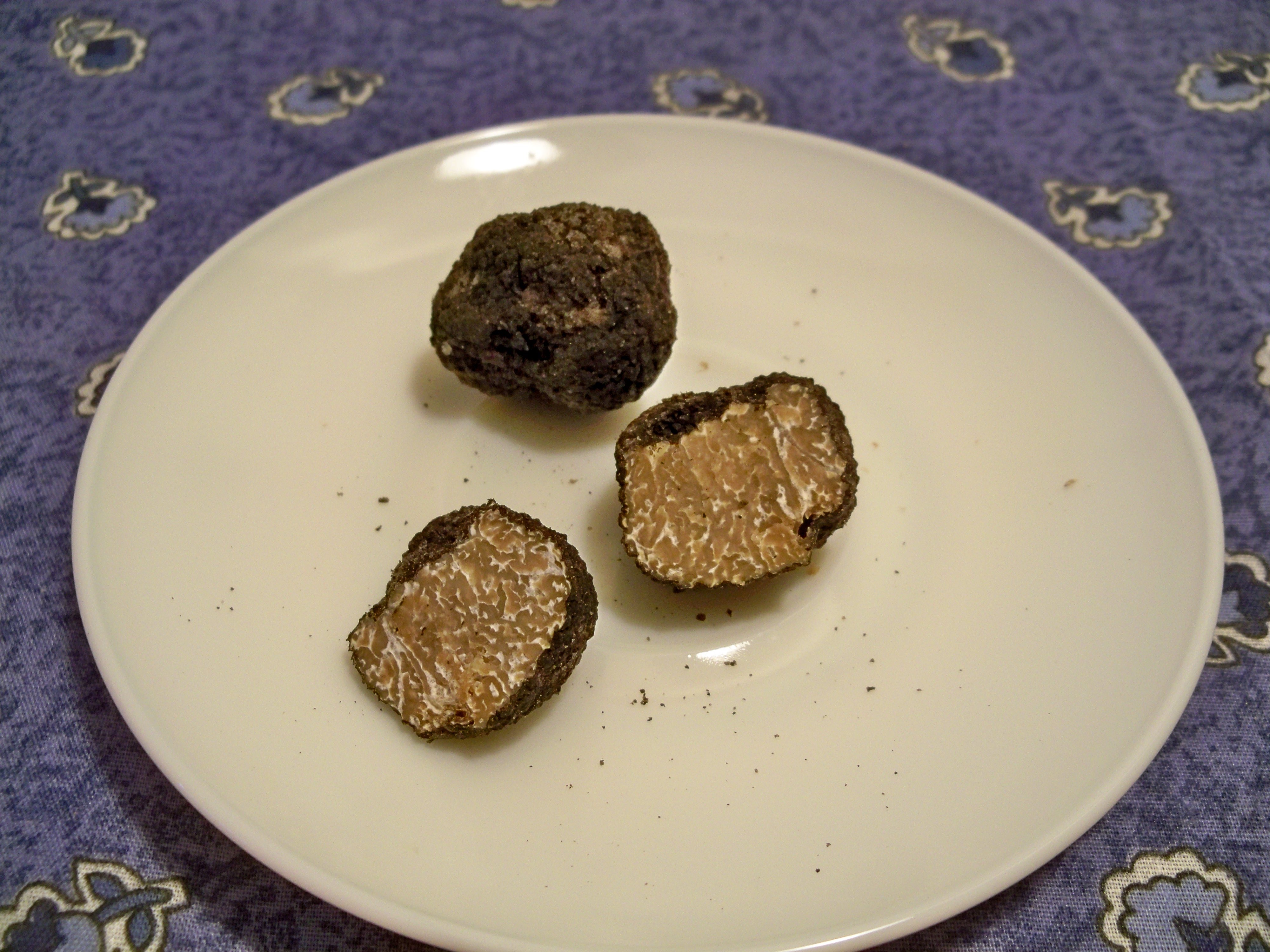
Truffes d'été
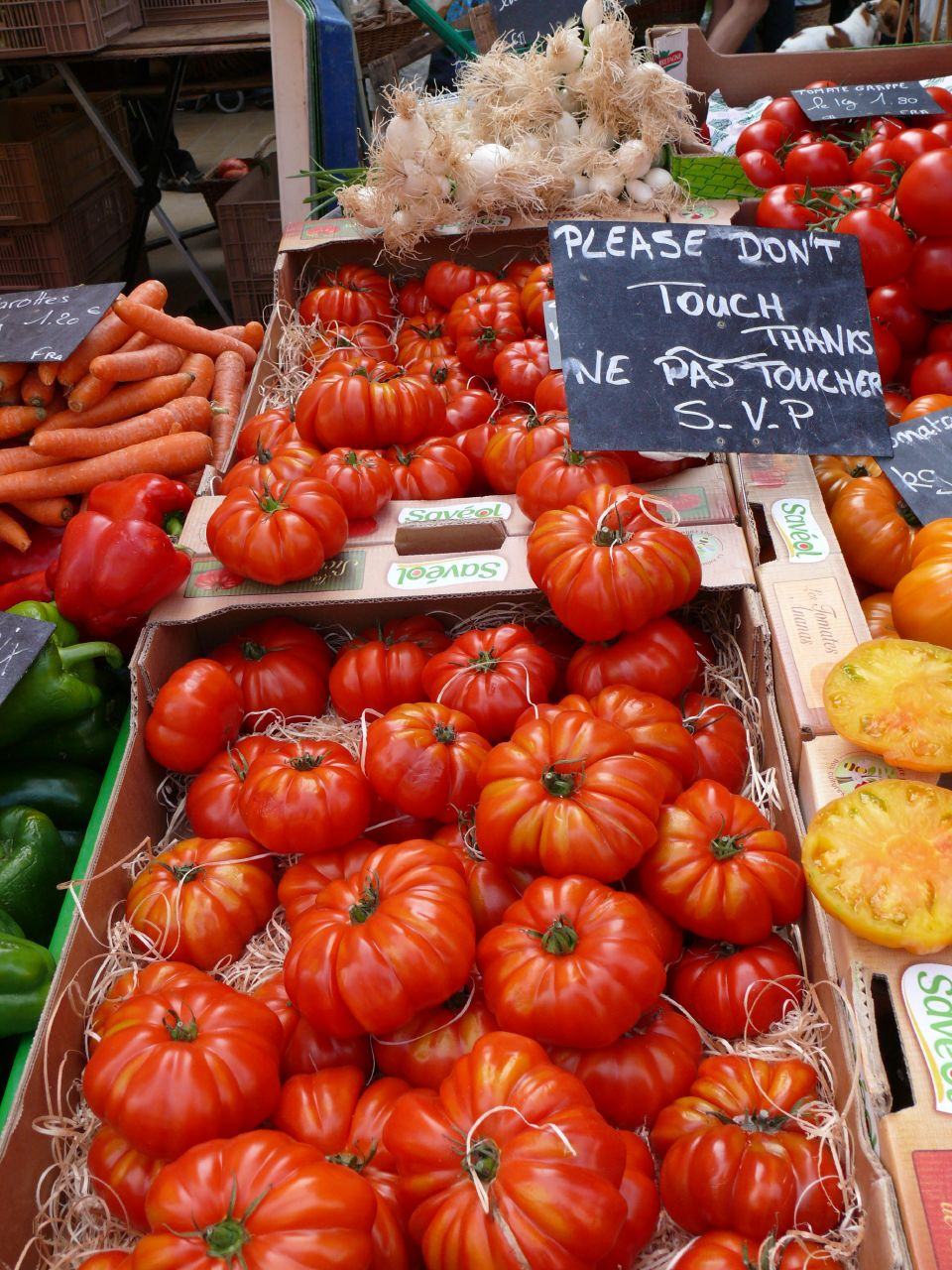
Tomates

C'est un marché paysan, et ceux-ci s'interdisent de vendre d'autres produits que ceux qui proviennent de leur exploitation agricole. Producteurs, maraîchers, paysans et vignerons des alentours proposent des fruits et légumes, du miel, des fleurs, du vin, des fromages, des volailles, des jus de fruits et des produits de saison,.

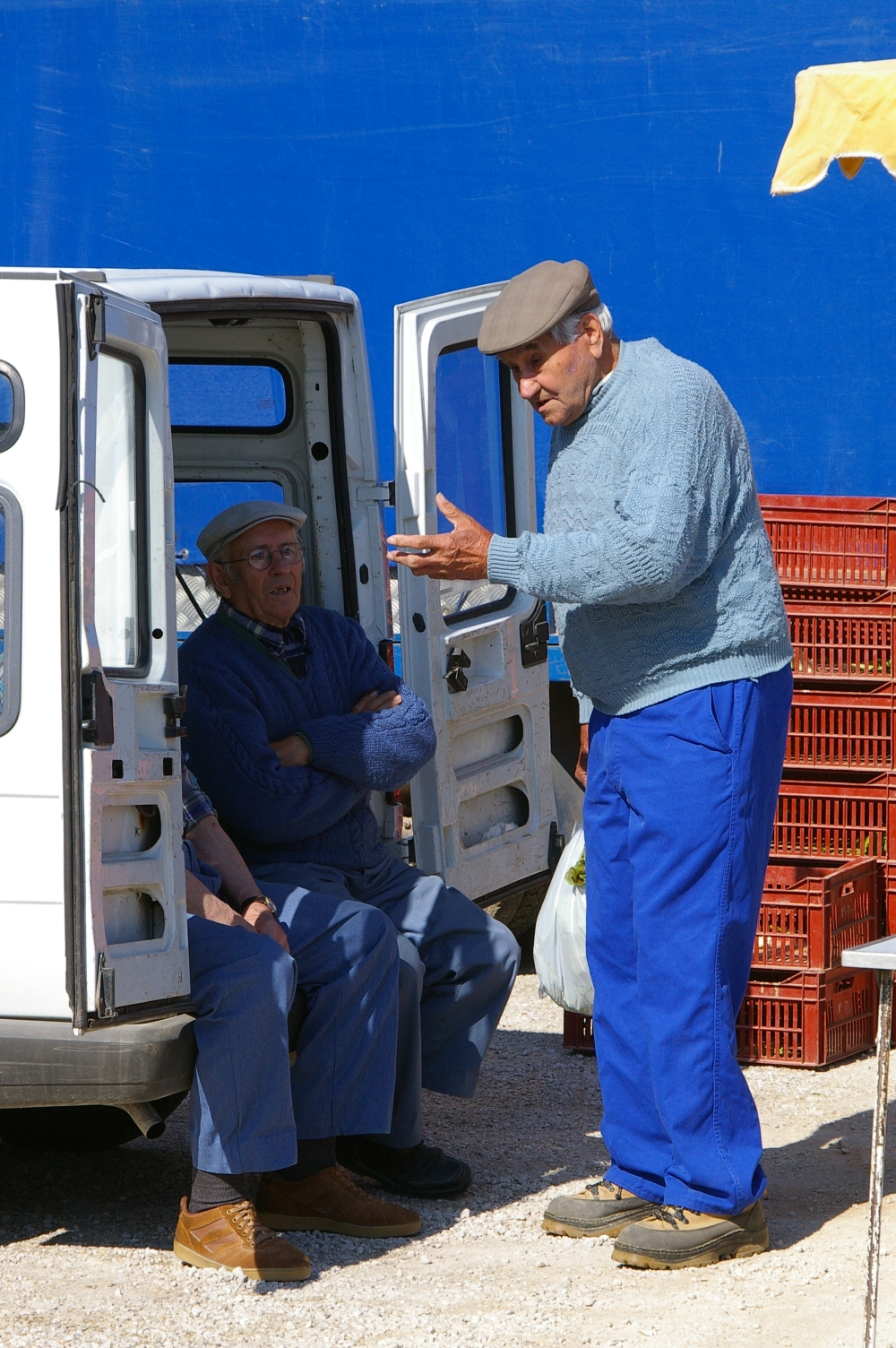
Producteurs locaux
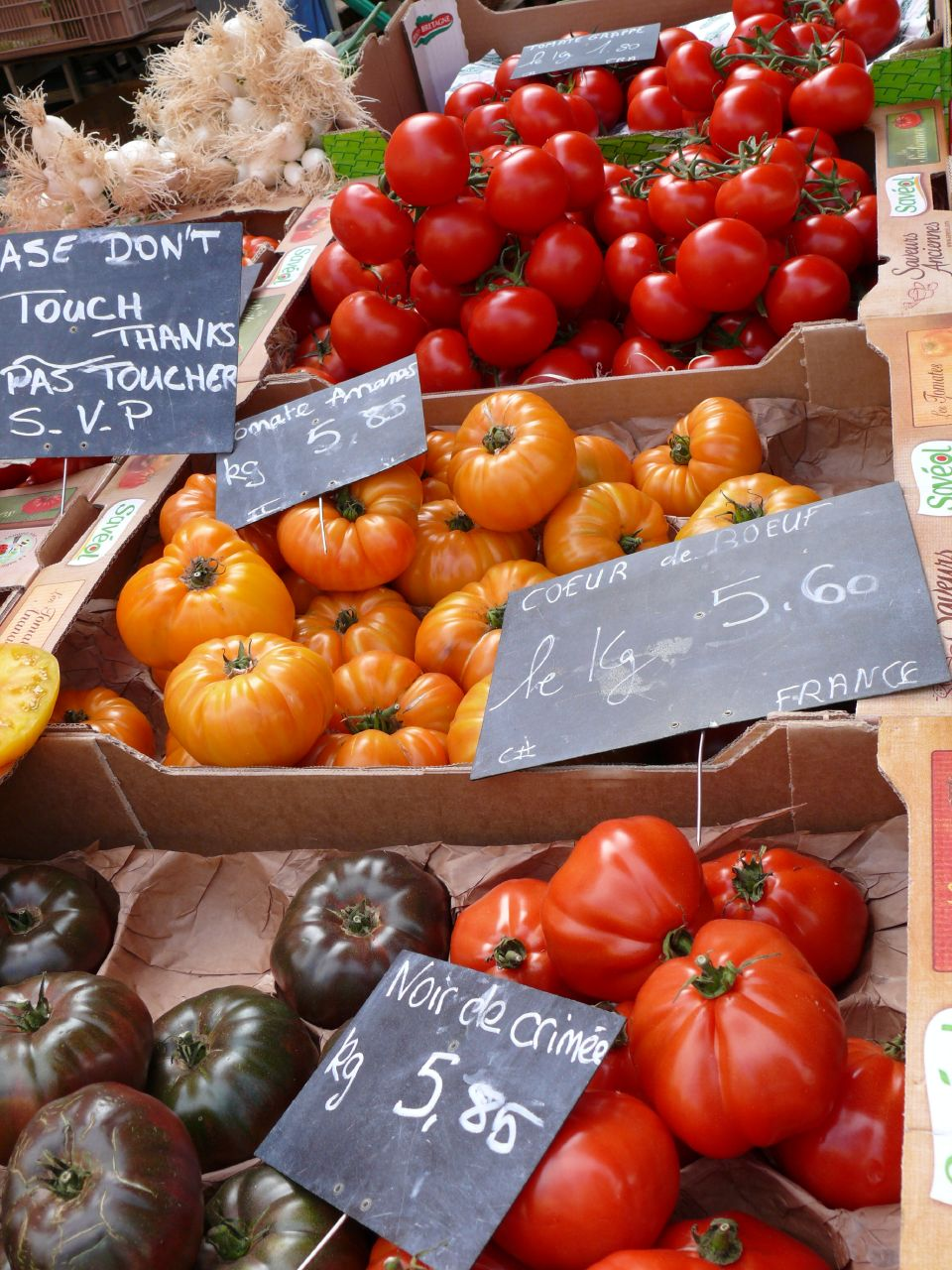
Différentes variétés de tomates
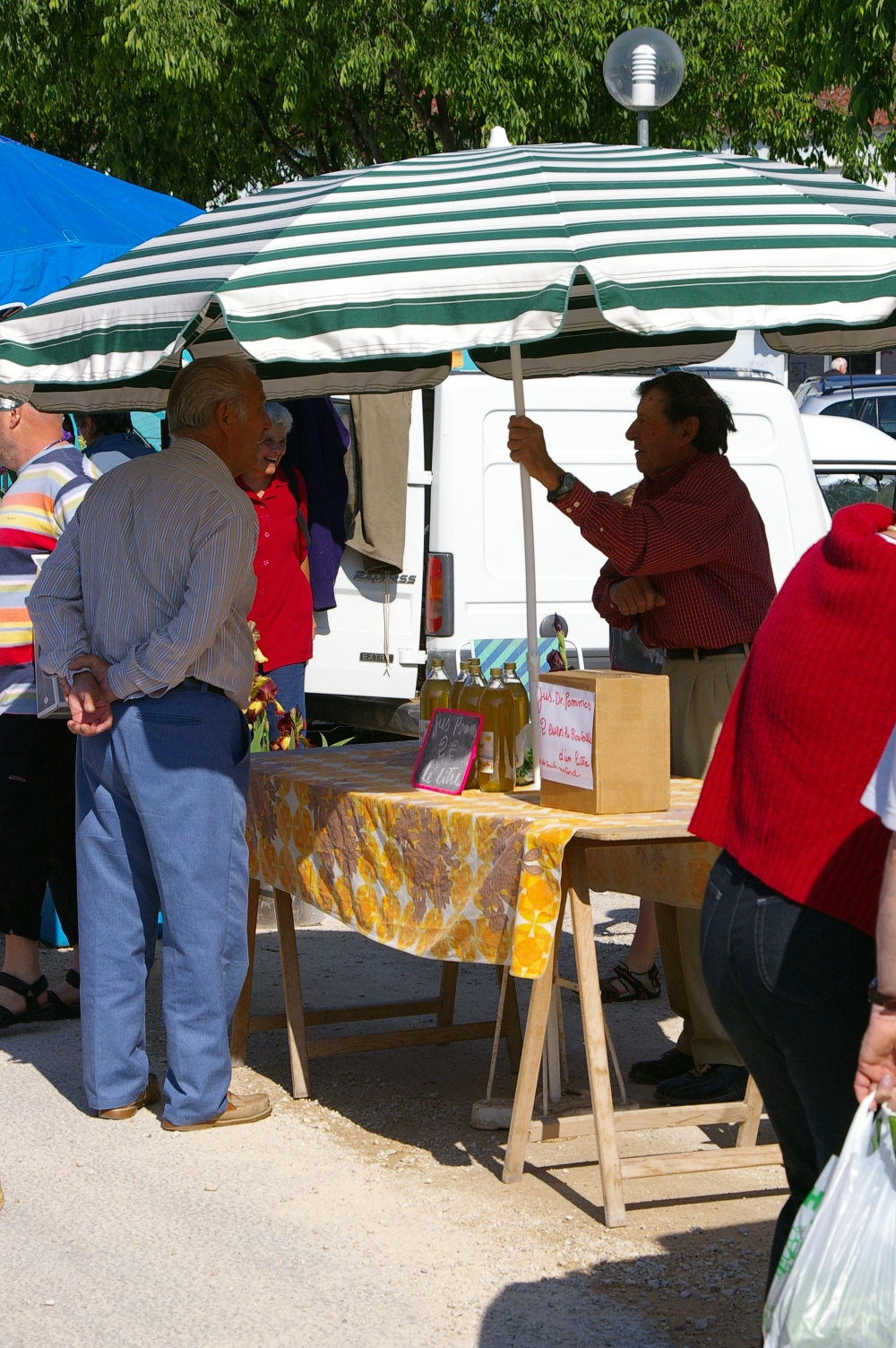
Jus de fruit fermier

## Distinction
À ce titre, ce lieu de rencontre entre producteurs et consommateurs, s'est vu décerner le label de qualité « Marché Paysan », par le Parc naturel régional du Luberon. Il a été classé marché d'exception par le Conseil national des arts culinaires.

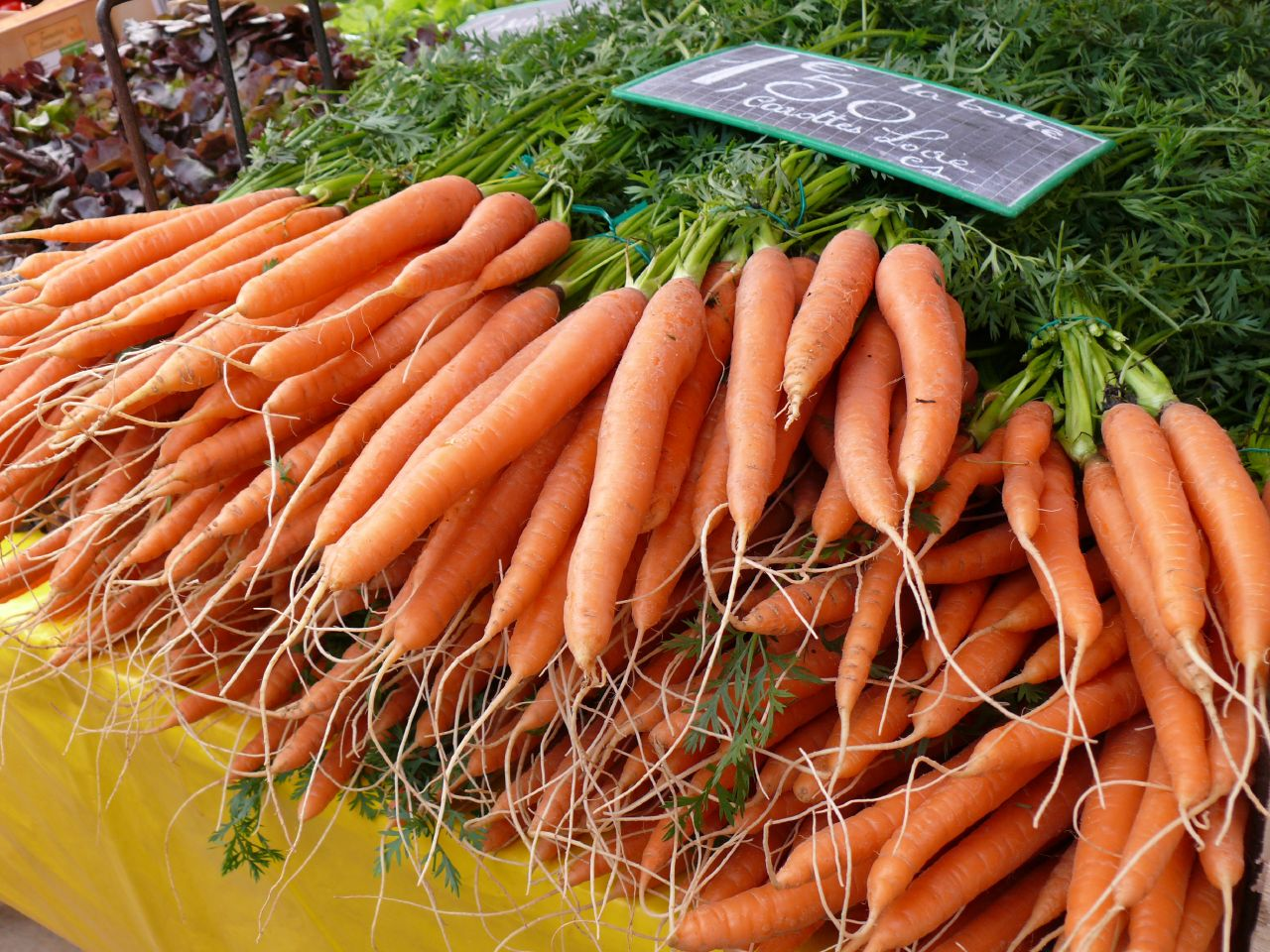
Carottes nouvelles

Sur ce marché célébré par Peter Mayle dans l'un de ses chapitres de Une année en Provence, se retrouvent non seulement des vacanciers, des locaux et des résidents secondaires, attirés par la qualité et la fraîcheur des produits proposés, mais aussi des chefs prestigieux, comme Edouard Loubet, de la Bastide de Capelongue, à Bonnieux, qui le fréquentent régulièrement. Celui que le Gault et Millau a désigné comme le meilleur cuisinier de l'année 2011, a pour habitude de s'approvisionner ici  d'œufs, de cailles, de salades, de cerises, de melons, de truffes d'été, d'herbes aromatiques, d'épinards, de fraises et autres légumes plus rares.

## Marché du soir
Le marché du soir se déroule le mercredi du 30 mai au 5 septembre, de 17 heures à 19 heures 30. Il se trouve route de Robion, et regroupe 10 exposants qui vendent fruits et légumes, produits biologiques et produits naturels.